# سورن أندرسن
سورن أندرسن (بالدنماركية: Søren Andersen)‏ (31 يناير 1970 في الدنمارك - ) هو لاعب كرة قدم دانمركي في مركز الهجوم، شارك في الألعاب الأولمبية الصيفية 1992 وبطولة أمم أوروبا 1996. وشارك مع منتخب الدنمارك تحت 17 سنة لكرة القدم ومنتخب الدنمارك تحت 19 سنة لكرة القدم ومنتخب الدنمارك تحت 21 سنة لكرة القدم ومنتخب الدنمارك لكرة القدم. أما مع النوادي، فقد لعب مع آرهوس جمناستيك فورينينغ ورايو فايكانو ونادي أوبه ونادي أودنسه ونادي بريستول سيتي ونادي سيلكيبورج ونادي لاردة ونادي نوركوبنغ والبورك بولدسبيلكلوب ‏.

## مسيرته الكروية
لعب سورن أندرسن خلال مسيرته الاحترافية مع 7 أندية في سبعة عشر موسمًا وسجل خلالها 133 هدف ضمن 348 مباراة. حيث فاز في موسمين بالكأس ولم يفز بأي دوري.
خاض سورن أندرسن مسيرته مع نادي آرهوس جمناستيك فورينينغ في موسم 1989 في المرة الأولى ليلعب معه خمسة مواسم ثم في موسم 2001–02 ولمدة موسمين، مشاركًا طوالها في 144 مباراة سجل خلالها 61 هدفًا. ثم انتقل إلى نادي لاردة في موسم 1993–94 لمدة موسم واحد، حيث شارك في 22 مباراة سجل خلالها هدفين. لينتقل بعدها إلى نادي رايو فايكانو في موسم 1994–95 لمدة موسم واحد، مشاركًا في 10 مباريات سجل خلالها هدفًا واحدًا. ثم انتقل إلى نادي نورشوبينغ ما بين عامي 1995 و1996 لمدة موسم واحد، مشاركًا في 10 مباريات سجل خلالها 4 أهداف. هذا وانتقل لاحقًا إلى البورك بولدسبيلكلوب ‏ في موسم 1995–96 واستمر معه طيلة ثلاثة مواسم، مشاركًا في 67 مباراة سجل خلالها 30 هدف. ثم انتقل بعدها إلى نادي بريستول سيتي في موسم 1998–99 لمدة موسم واحد، مشاركًا في 39 مباراة سجل خلالها 10 أهداف. ليعود وينتقل من جديد، لكن هذه المرة إلى نادي أودنسه في موسم 1999–00 واستمر معه طيلة ثلاثة مواسم، مشاركًا في 56 مباراة سجل خلالها 25 هدفًا.

## وصلات خارجية
- سورن أندرسن على موقع قاعدة بيانات كرة القدم.إي يو (الإنجليزية)
- سورن أندرسن على موقع ناشيونال فوتبول تيمز (الإنجليزية)
- سورن أندرسن على موقع Soccerway.com (الإنجليزية)
- سورن أندرسن على موقع أوليمبيديا (الإنجليزية)